# Lago Chitgar
Il lago Chitgar  (in lingua persiana: دریاچه‌ چیتگر, traslitterato: Daryâče-ye Čitgar) o ufficialmente: Lago dei martiri del golfo persiano (in lingua persiana: دریاچه شهدای خلیج‌فارس) è un lago artificiale e ricreativo a nord dell'omonimo parco Chitgar, nel Distretto 22 a nord-ovest di Teheran in Iran.
Circa l'80% dell'acqua del bacino proviene dal torrente Kan, mentre il rimanente 20% proviene dalle aree centrali e dai deflussi superficiali del distretto.

## Storia
Nel 1968, nel primo masterplan della città di Teheran, fu pianificato di creare un lago artificiale nell'area occidentale della città anche se, a causa di vincoli tecnici e di budget, non fu attuato niente per anni.
Solo a partire dal 2003 e fino al 2010 nacquero diversi studi di dettaglio che andarono a superare e rivedere le difficoltà del piano originario.
I lavori cominciarono a settembre 2010.
Il progetto venne guidato da Sabir (aziende correlata al ministero dell'energia iraniano), basandosi sul progetto e gli studi forniti dall'azienda Pars Tunnel.
Il progetto della riva del lago si è basato sugli studi e le ricerche forniti da Emco Iran Consulting Engineers.
La progettazione del paesaggio fu redatta da Mohsen Khorasanizadeh, Morteza Adib & Maryam Yousefi.